# Laz (Iran)
Laz (pers. لز) – wieś w południowym Iranie, w ostanie Hormozgan, na wyspie Lawan. W 2006 roku miejscowość liczyła 890 mieszkańców w 171 rodzinach.